# بريطانيا العظمى في حرب السنوات السبع

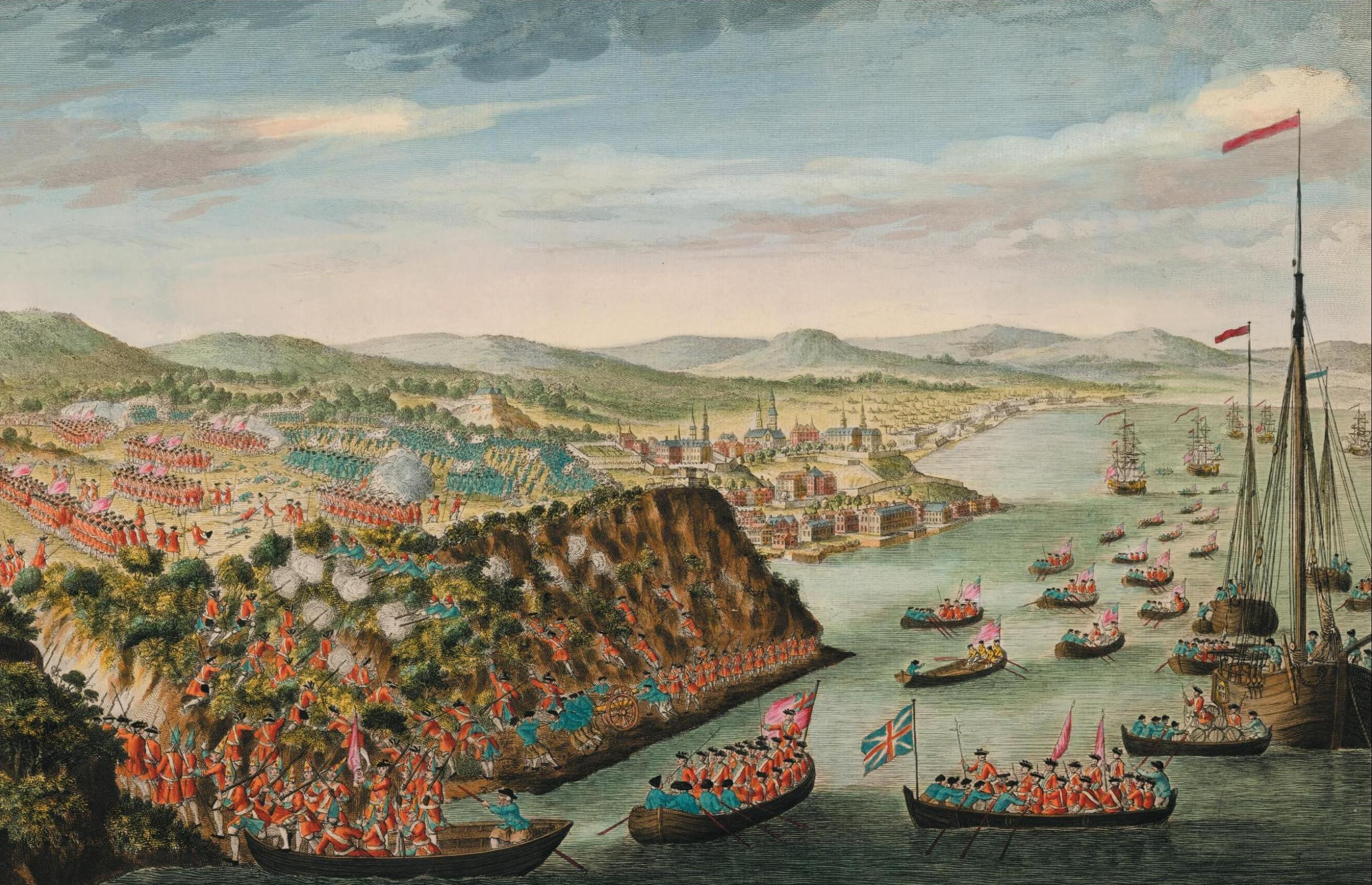
معركة كيبيك عام 1759.

كانت بريطانيا العظمى واحدة من المشاركين الرئيسين في حرب السنوات السبع التي دامت في الفترة بين عام 1754 وعام 1763، وذلك على الرغم من عدم بدء بلدان غير بريطانيا وفرنسا الحرب في مسرح الأحداث الأوروبي إلا في عام 1756 (ومن هنا جاءت التسمية «حرب السنوات السبع»). أصبحت بريطانيا بعد الحرب القوة الاستعمارية الرائدة في العالم، وذلك بعد أن حصلت على عدد من الأقاليم الجديدة في إطار معاهدة باريس لعام 1763، ثم أثبتت نفسها باعتبارها القوة البحرية الأبرز على مستوى العالم.
بدأت الحرب على نحو سيئ بالنسبة لبريطانيا، إذ عانت من الكثير من الوفيات بسبب مرض الطاعون ومرض الإسقربوط، إضافة إلى سقوط مستعمراتها في أيدي الفرنسيين في أمريكا الشمالية خلال الفترة 1754-55؛ وإلى خسارتها جزيرة منورقة عام 1756. وفي العام نفسه، انتقلت النمسا -وهي الحليفة الكبرى لبريطانيا- إلى طرف فرنسا، واضطرت بريطانيا على عجل إلى عقد تحالف جديد مع فريدرش العظيم ملك بروسيا. وضمن الأعوام السبعة التالية، تصارعت هاتان الدولتان مع عدد متزايد من القوى المعادية بقيادة فرنسا. وبعد فترة من عدم الاستقرار السياسي، ساهم صعود حكومة يرأسها دوق نيوكاسل وويليام بيت الأكبر في تزويد بريطانيا بقيادة أكثر حزمًا، ما مكنها من تعزيز قدراتها وتحقيق أهدافها الحربية.
في عام 1759 حظيت بريطانيا بعام المعجزات، إذ نجحت في الانتصار على الفرنسيين على مستوى القارة (ألمانيا)، وفي أميركا الشمالية (فقد استولت على عاصمة فرنسا الجديدة)، وفي الهند. وفي سنة 1761، دخلت بريطانيا أيضًا في نزاع مع إسبانيا. وفي السنة التالية، استولت القوات البريطانية على هافانا ومانيلا، العاصمة الغربية والشرقية للإمبراطورية الإسبانية، وصدَّت الغزو الإسباني للبرتغال. وبحلول ذلك الوقت كانت وزارة ويليام بيت نيوكاسل قد انهارت، واشتدت حاجة بريطانيا إلى الائتمان المصرفي؛ فقبلت شروط السلام السخية التي عرضتها فرنسا وحلفاؤها.
تحالفت بريطانيا -عبر التاج البريطاني- مع مقاطعة هانوفر ومملكة أيرلندا، وكل منهما خضع فعليًا للقيادة العسكرية البريطانية طيلة الحرب. وجهت من خلاله أيضًا الاستراتيجية العسكرية لمختلف مستعمراتها في جميع أنحاء العالم، بما في ذلك أمريكا البريطانية. وفي الهند، كانت شركة الهند الشرقية تدير المستعمرات البريطانية.

## خلفية
انتهى آخر صراع كبير في أوروبا، حرب الخلافة النمساوية، عام 1748 بمعاهدة إكس لا شابيل، بعد حرب دموية دمرت أجزاء كبيرة من أوروبا الوسطى. لم تحظ شروط السلام بقبول الكثيرين، إذ أبقوا على الوضع الراهن إلى حد كبير، ما دفع شعوب دول مثل فرنسا وبريطانيا والنمسا إلى الاعتقاد بأنهم لم يحققوا مكاسب كافية لجهودهم في الحرب. بحلول أوائل خمسينيات القرن الثامن عشر، رأى كثيرون أن حربًا كبيرة أخرى باتت وشيكة، كانت النمسا تُعد قواتها لمحاولة استعادة سيليزيا من بروسيا.
انضم رئيس الوزراء البريطاني، دوق نيوكاسل، إلى رئاسة الوزراء عام 1754 بعد وفاة شقيقه هنري بلهام المفاجئة، وقاد حكومة تألفت أساسًا من أعضاء حزب الأحرار. تمتع دوق نيوكاسل بخبرة ثلاثين عامًا كوزير للخارجية وكان شخصية بارزة على الساحة الدبلوماسية. رغم تمتعه بأغلبية مريحة في مجلس العموم، كان حذرًا للغاية وعرضةً للهجمات مثل التي قادها ويليام بيت، زعيم حزب باتريوت. آمن دوق نيوكاسل تمامًا أن السلام في أوروبا كان ممكنًا ما دام «النظام القديم» والتحالف مع النمسا سائدًا وكرس الكثير من جهوده لاستمرار ذلك.
كان التوسع الاستعماري أحد الشواغل الرئيسية للحكومة البريطانية في تلك الحقبة. زادت الكثافة السكانية في المستعمرات البريطانية خلال القرن الثامن عشر في أمريكا الشمالية وزادت قوتها -ودُفعت للتوسع غربًا نحو الداخل الأمريكي. كانت أراضي أوهايو أثمن أراضي المستوطنين الجدد، وطالبت بها فرنسا أيضًا. اعتبرت مفتاحًا استراتيجيًا، بالإضافة إلى إمكاناتها الاقتصادية. كانت السيطرة الفرنسية على تلك المنطقة ستمنع التوسع البريطاني غربًا، وستؤدي إلى إحاطة الأراضي الفرنسية بالمستعمرات البريطانية في النهاية، وتبقيهم على الساحل. حث عدد من الوفود الاستعمارية إلى لندن الحكومة على اتخاذ تدابير أكثر حزمًا في نزاع أوهايو.
مال البريطانيون إلى تجنب الالتزامات واسعة النطاق للقوات في القارة في حروب الوقت. وسعوا إلى تعويض هذا العيب في أوروبا من خلال التحالف مع القوى القارية التي تعاكست مصالحها مع مصالح أعدائهم، وخاصةً فرنسا. كان يمكن لبريطانيا، من خلال دعم جيوش الحلفاء القاريين، تحويل قوة لندن المالية الهائلة إلى ميزة عسكرية. اختار البريطانيون في حرب السنوات السبع فريدرش العظيم ملك بروسيا، الجنرال الأكثر عبقرية في ذلك الوقت، والقوة الصاعدة في وسط أوروبا لاحقًا، كشريك رئيسي لهم، ودفعوا له إعانات كبيرة لحملاته. تحقق ذلك في الثورة الدبلوماسية عام 1756، التي أنهت فيها بريطانيا تحالفها القديم مع النمسا لصالح بروسيا، تاركةً النمسا إلى جانب فرنسا. في تناقض واضح مع الإستراتيجية الفرنسية، سعت بريطانيا جاهدةً إلى تتبع الحرب بفعالية في المستعمرات، والاستفادة الكاملة من قوتها البحرية. اتبع البريطانيون إستراتيجية مزدوجة -الحصار البحري وقصف موانئ العدو، والحركة السريعة للقوات عبر البحر. أنهكوا سفن العدو وهاجموا مستعمراته، ووظفوا غالبًا المستوطنين من المستعمرات البريطانية المجاورة في هذه العمليات.

## الحرب في أمريكا الشمالية

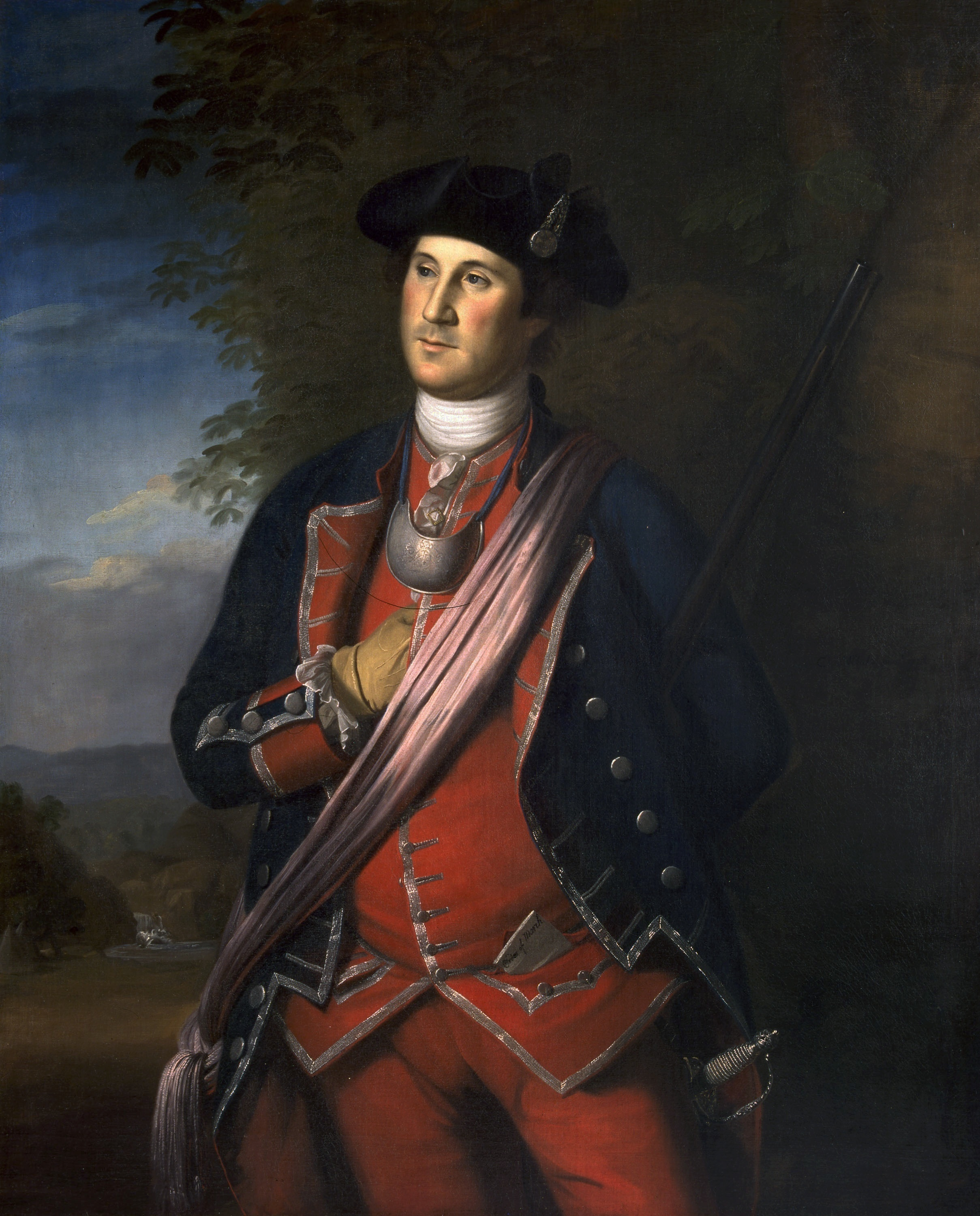
لعب جورج واشنطن، الذي كان ضابطًا في فوج فرجينيا، دورًا رئيسيًا في الحملة البريطانية خلال المراحل الأولى من حرب السنوات السبع.

### المناوشات الأولية (1754-1755)
شهدت ولاية أوهايو الواقعة بين مستعمرات بريطانيا الثلاثة عشر وولاية فرنسا الجديدة اشتباكات بين فرنسا وبريطانيا. أرسل الفرنسيون عام 1753 حملة استكشافية نحو الجنوب من مونتريال بدأت في بناء الحصون في المنطقة العليا من نهر أوهايو. أرسلت مستعمرة فرجينيا عام 1754 فوج فرجينيا بقيادة جورج واشنطن إلى المنطقة للمساعدة في بناء حصن بريطاني في بيتسبيرغ الحالية، لكن القوة الفرنسية الأكبر طردت الفرقة البريطانية الأصغر وبنت حصن دوكين. نصب واشنطن وبعض الحلفاء الأصليين كمينًا لفرقة مستكشفين فرنسيين في معركة جومونفيل غلين في أواخر مايو 1754. قُتل المبعوث الفرنسي جوزيف كولون دي جومونفيل في المناوشات ما أدى إلى حادث دبلوماسي. رد الفرنسيون بقوة من حصن دوكين، وفي يوليو، اضطر واشنطن إلى الاستسلام في معركة فورت نسيستي (حاجة الحصن). رغم هذا الصراع، لم يكن البلدان في حالة حرب رسمية بعد.

### بعثة برادك (1755)
وضعت الحكومة البريطانية، مدركةً أن القوات الأمريكية القائمة غير كافية، خطةً لإرسال كتيبتين من القوات النظامية الأيرلندية بقيادة الجنرال إدوارد برادك وهدفت إلى زيادة عدد القوات الأمريكية الإقليمية بشكل كبير. خُطط لعدد من البعثات لمنح البريطانيين السلطة العليا في أمريكا الشمالية، بما في ذلك خطة لقوات نيو إنجلاند لهزيمة حصن بوسيجور وقلعة لويسبورغ في أكاديا، وأخرى ضد حصن نياغرا وحصن سانت فريدريك في ألباني، نيويورك. كانت خطة برادك لإخراج الفرنسيين من ولاية أوهايو هي العملية الأكبر.
أخطأ رتل برادك واشتبك مع قوة معادية مؤلفة من أمريكيين أصليين وفرنسيين في معركة مونونغاهيلا بالقرب من حصن دوكين في مايو 1755. بعد عدة ساعات من القتال، هُزم البريطانيون وأُجبروا على التراجع، ومات برادك بعد بضعة أيام متأثرًا بجراحه. عاد ما تبقى من قوته إلى فيلادلفيا وسكنوا فيها، لم يعتزموا القيام بأي عملية أخرى في ذلك العام. واستمرت سيطرة الفرنسيين على ولاية أوهايو.
في المسرح البحري، نجح البريطانيون في معركة حصن بوسيجور وفي حملتهم لإزالة التهديد العسكري الفرنسي من أكاديا. بدأ البريطانيون بعد المعركة عملية الترحيل الكبرى التي أطلق عليها البريطانيون حملة خليج فندي (1755) بهدف منع الدعم الأكادي لخطوط الإمداد الفرنسية إلى لويسبورغ. نقل البريطانيون بالقوة 12,000 شخص ناطق بالفرنسية. فشلت بعثتان إضافيتان من ألباني في بلوغ أهدافهما، رغم أن إحداهما، بعثة ويليام جونسون، أسست حصن ويليام هنري وصدت محاولة فرنسية للاستيلاء على حصن إدوارد في معركة بحيرة جورج.
عندما وصلت أنباء كارثة برادك إلى بريطانيا، تسببت في احتجاجات شعبية ضخمة ضد الإعداد العسكري السيئ للحكومة. عينت الحكومة ويليام شيرلي قائدًا عامًا جديدًا في أمريكا الشمالية، وخططت لسلسلة من العمليات المماثلة الطموحة للسنة التالية.

### صراعات إضافية في أمريكا الشمالية (1756–1758)
استمرت الاشتباكات بين بريطانيا وفرنسا، إذ أصبحت كل منهما ذات قوات متزايدة الضخامة. رغم أن عدد سكان المستعمرات البريطانية فاق بكثير عدد سكان فرنسا الجديدة، لم يتمكنوا من استغلال هذه الميزة، ويعزى ذلك جزئيًا إلى حملة الفرنسيين الناجحة بتجنيد حلفاء أمريكيين أصليين أغاروا على الحدود غير المحمية للمستعمرات الثلاثة عشر. حشدت القوات البريطانية فوج الميليشيا المحلية وشحنته بقوات أكثر انتظامًا من بريطانيا وأيرلندا.
رغم هذه القوات المتزايدة واصلت بريطانيا أداءها السيئ في معركة السيطرة على ولاية أوهايو والبحيرات العظمى المجاورة، ولم تنجح أي من حملاتها عام 1756. بعد خسارة معركة حصن أوسويغو، تخلوا عن هذا الحصن وغيره في وادي نهر موهوك. عقب ذلك سقوط حصن ويليام هنري عام 1757 والأعمال الوحشية الهندية التالية. أرسلت أنباء هذه الكارثة موجة ذعر جديدة حول المستعمرات البريطانية، وحشدت كامل ميليشيا نيو إنجلاند بين ليلة وضحاها.
في المسرح البحري، نُظمت غارة على لوننبرغ، ونوفا سكوشا وعدة غارات على تشيغنيكو. فشلت محاولة بريطانية للاستيلاء على لويسبورغ في 1757 بسبب سوء الأحوال الجوية وسوء التخطيط. نجح حصار لويسبورغ (1758) في العام التالي، ويرجع ذلك جزئيًا إلى ترحيل العديد من الأكاديين، ما مهد الطريق أمام التقدم في كيبيك. بعد سقوط لويسبورغ مباشرة، استمر ترحيل الأكاديين في حملة نهر سانت جون لإقصاء الأكاديين، وحملة نهر بيتيتكودياك، وحملة إيل سان جان، وحملة خليج سانت لورانس (1758).
بحلول هذه المرحلة، وصلت الحرب في أمريكا الشمالية إلى طريق مسدود، حيث امتلكت فرنسا الميزة الإقليمية على نطاق واسع. واستحوذت على أراضي أوهايو المتنازع عليها لكنها افتقرت إلى القوة لشن هجوم على المستعمرات الساحلية البريطانية الأكثر اكتظاظًا بالسكان.
كان من أهم الإجراءات الجيوسياسية في ذلك الوقت التحرك البطيء نحو الوحدة الإمبريالية في أمريكا الشمالية التي بدأها الكونغرس الألباني، رغم رفض المندوبين خطة الاتحاد التي اقترحها بنجامين فرانكلين.

## الإرث والتداعيات

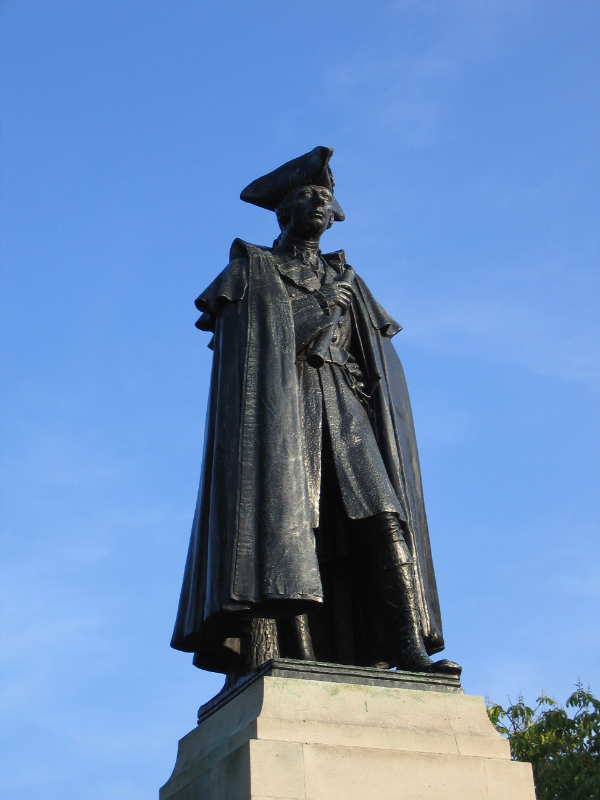
تمثال جيمس وولف في حديقة غرينتش بلندن، وهو تكريم للقائد العسكري البريطاني الذي شارك في معركة كيبيك

كان عدد الخسائر البشرية التي تكبدتها القوات البريطانية ضئيلًا نسبيًا، مقارنة بوقوع ما يزيد عن مليون قتيل في جميع أنحاء العالم.
اعتبرت فرنسا وإسبانيا المعاهدة التي أنهت الحرب أقرب إلى هدنة مؤقتة بدلًا من أن تكون تسوية نهائية حقيقية، ووصفها ويليام بيت بأنها «هدنة مسلحة». وقد كان من المعتاد تخفيض بريطانيا حجم قواتها المسلحة على نطاق واسع خلال فترة السلام، ولكن خلال الستينيات من القرن الثامن عشر، أبقت بريطانيا على تشكيل عسكري كبير، يهدف إلى ردع فرنسا وإسبانيا. أرسلت قوى آل بوربون عملاء لفحص دفاعات بريطانيا؛ وذلك لاعتقادهم بأن الغزو الناجح لبريطانيا كان جزءًا أساسيًا من أي حرب انتقامية.
كان الانتصار البريطاني في الحرب سببًا في زرع بعض بذور الصراع البريطاني اللاحق في حرب الاستقلال الأمريكية. فقد سُرّ المستعمرون الأمريكيون بالمساحات الشاسعة من أميركا الشمالية التي باتت تحت السيطرة البريطانية الرسمية، لكنّ كثيرين منهم غضبوا من الإعلان الملكي لعام 1763، الذي كان محاولة لحماية أراضي الأمريكيين الأصليين ومنع الاستيطان الأوروبي. وعلى نحو مماثل، تحولت مسألة إيواء القوات النظامية البريطانية إلى قضية شائكة، إذ اعترض المستعمرون على إيواء الجنود في البيوت الخاصة بالمواطنين. وقد ساهمت حوادث كهذه في حدوث الانقسام بين الحكومة البريطانية والعديد من رعاياها في المستعمرات الثلاث عشرة.
أدّت الحرب أيضًا إلى إنهاء «النظام القديم» للتحالفات في أوروبا، وفي السنوات التي تلت الحرب، وبتوجيه من اللورد إيرل سندويتش الرابع، حاول البريطانيون إعادة تأسيس هذا النظام، ولكن حينها رأت الدول الأوروبية مثل النمسا والجمهورية الهولندية أن بريطانيا تشكل تهديدًا محتملًا أكبر من فرنسا؛ فلم تنضم إليها، بينما غضب البروسيون مما اعتبروه خيانة بريطانية في عام 1762. ونتيجة لذلك، عندما تحولت حرب الاستقلال الأميركية إلى حرب عالمية بين عام 1778-83، وجدت بريطانيا نفسها معارضة من قِبَل تحالف قوي من القوى الأوروبية، وتفتقر إلى أي حليف حقيقي وقوي.